# Cristiano Seixas
Cristiano Seixas é roteirista, ilustrador e quadrinista brasileiro, mais conhecido por seu trabalho na adaptação para quadrinhos do roteiro original do filme Alien, em uma mini-série em cinco edições, para a editora norte-americana Dark Horse Comics, em parceria com o desenhista brasileiro Guilherme Balbi. Essa minissérie foi selecionada para fazer parte de uma coletânea de histórias do universo Alien publicada pela Marvel Comics.
Ele é formado em Desenho Industrial com habilitação em Programação Visual, pela Faculdade de Belas Artes de São Paulo e mestre em animação digital pelo Art Institute of California. Também fez curso intensivo em cinema pelo New York Film Academy. 
Em 1995, ganhou o Prêmio Nova como melhor história em quadrinhos independente feita no Brasil. Recebeu também, em 1997, o Prêmio Bronze 1997, como Melhor Comercial no Prêmio Colunistas de 1997 no cargo de diretor de arte do VT Pizza Attack (Pizzaria Mangabeiras). 
Em 1997, lançou o estúdio de quadrinhos e animação o Big Jack Studios.  Também  foi co-criador da Associação de Quadrinistas de Minas Gerais. Em 1999, fundou, junto com Doroti Seixas, a Casa dos Quadrinhos Escola Técnica de Artes Visuais. A escola ainda está em funcionamento, e, entre seus ex-alunos se destacam os artistas Rebeca Prado, Eduardo  Damasceno,  Guilherme Balbi, Eduardo Pansica. Além de professor e diretor da Casa dos Quadrinhos    , ele também deu aulas no curso de pós-graduação de Games PUC (MG) e da pós-graduação do curso Animação Digital Universidade Veiga de Almeida (MG). Também atuou como professor assistente no curso mestrado do Art Institute of California(USA)  e professor da graduação dos cursos novas mídias e comunicação na Universidade Salgado Oliveira (RJ). 
Participou de várias publicações de quadrinhos independentes, desde a revista Porrada! Special n° 7 – Vidente (1990), Caliban n° 5 (1998), Almanacão (2000), Tsunami n° 1 (2000), a minissérie em três edições Fahrenheit Quadrinhos 100º (2003)  e Os Caras do Fahrenheit 100º (2019) . Também lançou, ao lado do desenhista da DC Comics, Eduardo Pansica, duas edições da série Calango, que conta a história de uma menina tentando sobreviver em um mundo pós apocalíptico no sertão brasileiro, com a qual foram co-vencedores do KOHQ 2.   Em 2021, organizou e roteirizou a coletânea Contos da Calango, que concorreu ao 34º Troféu HQ Mix como Publicação Independente Edição Única.
Em 2009, se uniu à um estúdio de games indie de Oakland, California, formando o estúdio Ghost Jack Entertaiment. Através do estúdio produziu a adaptação em quadrinhos da série de livros Fazendo meu filme, da autora Paula Pimenta, e vários curtas de animações como Melty (Digelo), WEIRD JUNIOR HIGH, O Pequeno Agente Costeau, Divino e a Espera do Tempo e Pequeno Grande Chico. Entre 2012 e 2016, foi membro do conselho da BRAVI, maior Associação Brasileira de Produtores Independentes de Televisão.
Participou de vários eventos internacionais, sendo um dos brasileiros com mais participação no Festival de Animação de Annecy , mas também MIP COM Cannes, MIP TV Cannes na França, New York Comic Con, Long Island Comic Con, Long Beach Comic Con, San Diego Comic Con, San Francisco Comic Con, Indie Expo, American Film Market Santa Monica, Orlando Comic Con, Chicago Comic Com,  Next Media – Future of Entertainment – Toronto – Canadá 2010 nos Estados Unidos, Banff World Media Festival, 2011
No Brasil, também participou de diversos eventos, como o Rio Content Market em painéis das edições de 2013 a 2016, o Festival de Inverno de Ouro Preto e de Tiradentes, o Festival Internacional de Quadrinhos , a CCXP – Comicon Experience,  a Comic Con Floripa 2019.  Também foi um dos curadores dos dez anos da Campus Party, em São Paulo em 2017. Ele também é o criador e organizador do evento de quadrinhos anual Feira de Quadrinhos da Casa - CDQ Con que acontece em Belo Horizonte. 